# Apamina
L'apamina è una neurotossina presente veleno d'ape (apitossina). Chimicamente è un peptide formato da 18 amminoacidi.